# Atelier technique aéronautique de Rickenbach
L'Atelier technique et aéronautique de Rickenbach (ATAR, en abrégé) est une unité de la SNECMA établie en 1945 à l'usine Dornier de Lindau-Rickenbach sur les bords du lac de Constance, puis déplacée à partir d'octobre 1945 à Decize (Nièvre) dans une ancienne usine des Frères Voisin. Enfin, les ingénieurs allemands s'installèrent en 1947 dans la nouvelle usine Snecma de Villaroche (Seine-et-Marne), où furent conçus la plupart des moteurs à réaction de la chasse française (série ATAR utilisée par Dassault pour les Mirages, entre autres).
Les premiers turboréacteurs conçus à l'ATAR sont les héritiers directs du moteur BMW 003, élaboré d'ailleurs en collaboration avec certains ateliers Gnome et Rhône. 
C'est le groupe O, groupe de savants et techniciens allemands ayant travaillé aux armes avancées de l'Allemagne nazie, qui y travaillait. Au moment même où les États-Unis poursuivaient un programme de recrutement systématique de ces spécialistes (voir opération Paperclip), ils avaient été recrutés, de gré ou de force, par la France en 1945, et dirigés par l'ingénieur Hermann Östrich.